# Sidérikien
Le Sidérikien est un éon stratigraphique de la géologie de la planète Mars caractérisé par des terrains riches en oxydes anhydres de fer, tels que l'hématite Fe2O3 à l'origine de la couleur rouille caractéristique de la planète, d'où le terme sidérikien forgé à partir du grec ancien σίδηρος / sídēros, « fer », et datés approximativement de moins de 3,8 milliards d'années.

## Datations
La stratigraphie suivante a été proposée par l'équipe de l'astrophysicien français Jean-Pierre Bibring de l'IAS à Orsay à partir des résultats recueillis par l'instrument OMEGA — Observatoire pour la Minéralogie, l'Eau, les Glaces et l'Activité — de la sonde Mars Express de l'ESA depuis début 2004:
La datation précise de ces éons demeure largement incertaine, et l'analyse détaillée des résultats d'OMEGA suggère en fait une discontinuité entre le Phyllosien et le Theiikien, faisant coïncider le début de ce dernier avec l'Hespérien de la géologie martienne tout en maintenant une durée moindre pour le Phyllosien que pour le Noachien, ce qui conduit du même coup à réajuster l'échelle des temps géologiques martiens :
Cette discontinuité, qui coïnciderait plus ou moins avec l'hypothétique « grand bombardement tardif » (LHB en anglais, daté plutôt entre 4,1 et 3,8 milliards d'années), matérialiserait en fait l'époque d'activité volcanique maximum, qui se prolongerait au Theiikien en disparaissant progressivement au fur et à mesure que la planète aurait perdu l'essentiel de son activité interne.

## Mars au Sidérikien
Pendant le Sidérikien, contemporain de l'Amazonien et qui représente près de 80 % de l'histoire de Mars, la planète aurait progressivement perdu quasiment toute activité interne et de surface, et son atmosphère serait devenue de plus en plus sèche, froide et ténue, tandis que le fer de la surface s'oxydait progressivement en oxydes de fer anhydres, essentiellement en oxyde de fer(III) Fe2O3 pour donner sa couleur rouille caractéristique à toute la planète. Plusieurs épisodes volcaniques auraient eu lieu, parfois jusqu'à des dates très récentes (quelques dizaines de millions d'années seulement), mais aucun événement géologique notable n'affecta plus la surface de la planète jusqu'à nos jours. C'est ainsi que Mars aurait pratiquement achevé son évolution au moment même où la vie apparaissait sur Terre et commençait sa propre évolution.

## Articles liés
- Mars (planète)
- Géologie de la planète Mars
- Échelle des temps géologiques martiens :
  - Noachien
  - Hespérien
  - Amazonien
- Échelle de Hartmann & Neukum
- Chronostratigraphie minéralogique :
  - Phyllosien
  - Theiikien